# 阿西里
阿西里（英語：Asili）是美屬薩摩亞圖圖伊拉島西南部海岸的一座村莊，位於里昂與阿馬納夫之間。它位於萊阿拉圖奧縣。
馬拉蓋廷溪和阿西里溪均流經阿西里注入大海。阿西里溪中曾發現過多種蝦虎魚、夏威夷湯鯉和淡水鰻魚。阿西里溪發源於海拔1,190英尺。馬拉加廷的主要支流始於馬拉加蒂加山脊東側520英尺的等高線周圍。
根據2010年美國人口普查的數據顯示，居住在阿西里的人口數量為224人。